# 东西大学 (美国)
41°52′17″N 87°37′28″W / 41.871316°N 87.624454°W
东西大学是位于美国伊利诺伊州芝加哥市的一所非盈利性非宗教派别的私立大学。东西大学建于1980年，是一所由中国教育部和美国中北部各州院校认证联盟所认证的具有合法办学资质的独立院校。该校提供二年制和四年制的学位课程和证书课程。
东西大学设有专科，本科和为国际学生提供英语语言培训。东西大学开设的全部专业包括有商管（包括会计，会计/计算机科学，通用商务，信息与电信系统管理，国际商务，市场营销），生物（包括电子神经诊疗技术，医学预科，护理预科），英语和通信（包括法律预科，专业通信，世界文学），计算机和信息科学（计算机科学，电子商务技术，多媒体技术），行为科学（非洲和非美研究，刑事司法，国际关系，心理学，社会工作），电子工程技术，数学，证书项目（电子商务技术，总经理助理，医疗办公技术，多媒体）。

## 建筑
东西大学由两幢教学楼组成，两楼在三楼有天桥连接。东楼位于 816 S. Michigan Avenue，是学校在1980年9月5日创建时的主楼。1999年，学校加入了位于819 S. Wabash Avenue的西楼。2011年十月，学校宣布将在825 S. Wabash Avenue建造一幢和西楼连通的学生活动中心。这幢17层高的大楼将由Holabird & Root 公司负责设计。楼内设有礼堂、体育馆和可容纳220名学生的宿舍。工程于2011年12月开工，预计于2013年投入使用。

## 学科设置
- 工商管理
  - 会计与金融学
  - 银行学
  - 创业工商管理学
  - 小型企业工商管理
  - 管理咨询
  - 公共关系学
  - 市场营销
  - 广告学
  - 法律金融学
  - 普通商业学
  - 国际商务学
  - 管理学
- 生物
  - 神经技术
  - 睡眠学
  - 术中检测学
  - 医疗办公技术
  - 生命科学
  - 普通办公技术
- 文学与信息传播
  - 法律学
  - 教育学
  - 新闻学
  - 公共关系学
  - 技术写作
  - 美术
  - 传媒学
  - 语言文学
- 计算机与信息科学
  - 数据库
  - 工作站管理
  - 多媒体设计
  - 软件工程
  - 图形用户界面开发
  - 网页设计
  - 互联网管理
  - 计算机编程
  - 电子通信
  - 网络安全管理
- 行为科学与人类学
  - 人力资源服务
  - 心理建设与咨询
  - 人类行为学
  - 政府行为学
  - 国际服务
  - 公共关系
  - 刑事司法学
  - 社会服务学
  - 教育学
  - 国际事务学
- 电子工程技术
  - 电子工程系统设计
  - 工程质量控制
  - 通讯
  - 固件技术
  - 网络技术
  - 数字系统信息学
  - 工程技术
- 数学
  - 规划统计
  - 精算学
  - 期货交易
  - 股票交易
  - 投资研究
  - 税务分析
  - 金融管理
  - 数学教育
  - 统计学